# Rayssa Leal
Jhulia Rayssa Mendes Leal, también conocida como Rayssa Leal (Imperatriz, 4 de enero de 2008) es una patinadora brasileña, ganadora de la medalla de plata en los Juegos Olímpicos de Tokio 2020 y la medalla de bronce en los Juegos Olímpicos de París 2024, y medallista de oro en los X Games.

## Carrera de skate

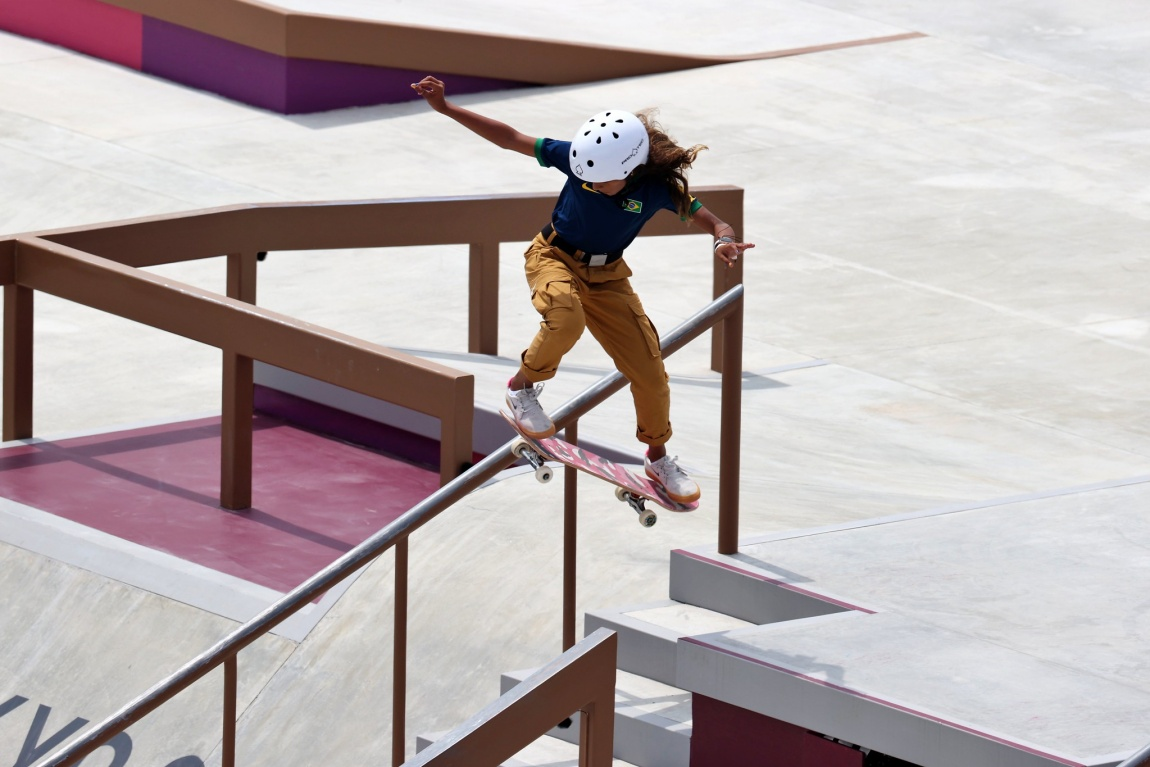
Rayssa Leal practicando skate en Tokio

Mendes Leal llamó la atención en Internet a través de videos virales que la muestran patinando con traje de hada y un tutú y saltando de estructuras altas en su patineta.

### Competencias
Mendes Leal compitió en el Campeonato de Skateboarding de la Street League 2019 - Londres, quedando en tercer lugar con una puntuación de 26.0, terminando por encima de Alexis Sablone, Letícia Bufoni y otros patinadores, pero detrás de su compatriota Pamela Rosa y la australiana Hayley Wilson. En julio de 2019, ocupó el primer lugar en el Street League Skateboarding Championship - Los Ángeles, liderando el podio por delante de Pamela Rosa y Alana Smith. Mendes Leal ganó un cuarto lugar en su primera aparición en los X Games.

#### Juegos Olímpicos de Tokio 2020
En 2021, Rayssa Leal clasificó a los Juegos Olímpicos de Tokio 2020, siendo el debut de skateboarding como deporte olímpico. A sus 13 años, fue una de las deportistas más jóvenes de la competencia. El 25 de julio clasificó a la final de skateboarding femenino, obteniendo 14.64 puntos, y quedándose con la medalla de plata. El oro lo ganó Momiji Nishiya, de Japón, también de 13 años; y el bronce Nakayama Funa.

### 2022-24
El 28 de agosto de 2021, Rayssa ganó el partido inaugural de la temporada 2021 de SLS, que tuvo lugar en Salt Lake City, Utah, Estados Unidos. En la última ronda de trucos, Rayssa necesitaba una calificación de 8.3 para pasar a Funa Nakayama y sorprendentemente obtuvo una calificación de 8.5. Fue la puntuación más alta en la historia de SLS femenino, ya que ninguna mujer había logrado un giro de 360° seguido de una maniobra de barandilla hasta este momento en una competencia oficial.
En abril de 2022, ganó su primera medalla de oro en los X Games, derrotando a Funa Nakayama y Chloe Covell.